# Xerraire pitestriat
El xerraire pitestriat (Garrulax merulinus) és un ocell de la família dels leiotríquids (Leiothrichidae).

## Hàbitat i distribució
Viu entre la malesa del bosc i matolls a l'Himàlaia de l'est de l'Índia a les muntanyes Khasi i Cachar, Mizoram, Manipur i Nagaland, oest i nord de Myanmar, sud-oest de la Xina a l'oest i sud-est de Yunnan, nord-oest de Tailàndia, nord de Laos i nord del Vietnam, al nord-oest de Tonquín.